# Buchmalerei der Gotik

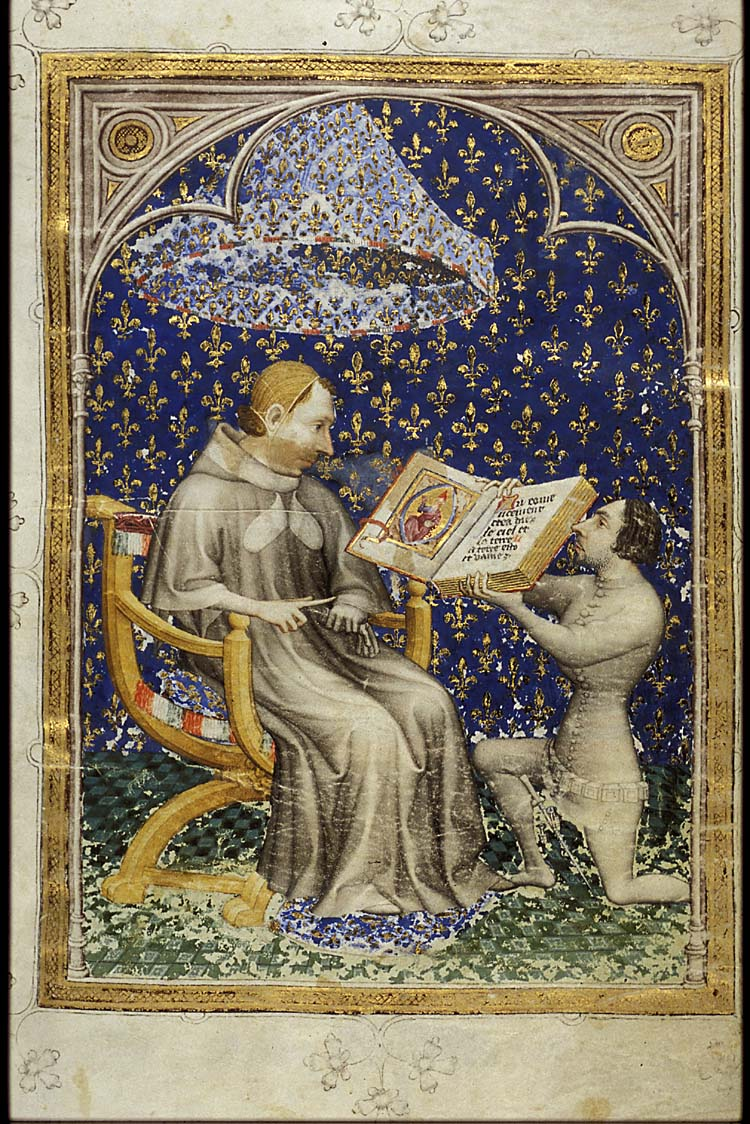
Jean de Bondol: Jean de Vaudetar präsentiert sein Werk, die Bible historiale als Geschenk König Karl V. (Frankreich, 1371/72).

Die Buchmalerei der Gotik ging von Frankreich und England aus, wo sie um 1160/70 einsetzte, während in Deutschland noch bis um 1300 romanische Formen dominant blieben. Während der gesamten gotischen Epoche blieb Frankreich als führende Kunstnation bestimmend für die stilistischen Entwicklungen der Buchmalerei. Mit dem Übergang von der Spätgotik zur Renaissance verlor die Buchmalerei in der zweiten Hälfte des 15. Jahrhunderts ihre Rolle als eine der bedeutendsten Kunstgattungen infolge der Ausbreitung des Buchdrucks.
An der Wende vom 12. zum 13. Jahrhundert trat die kommerzielle Buchherstellung an die Seite der klösterlichen Buchproduktion, gleichzeitig traten immer mehr Künstlerpersönlichkeiten namentlich in Erscheinung. Ab dem 14. Jahrhundert wurde der Meister typisch, der eine Werkstatt leitete, mit der er sowohl in der Tafel- als auch in der Buchmalerei tätig war. Im Laufe des 13. Jahrhunderts löste der hohe Adel den Klerus als wichtigsten Auftraggeber ab, damit wurde die weltliche höfische Literatur ein bevorzugter Gegenstand der Buchmalerei. Der meistillustrierte Buchtyp blieb aber das für den privaten Gebrauch bestimmte Stundenbuch. Im Verhältnis zu anderen Zeiten und Epochen sind so viel mehr Handschriften erhalten, dass man nur überspitzt formulieren könnte: Eine mittelalterliche Handschrift ist üblicherweise gotisch.
Im Vergleich zur Romanik ist die gotische Malerei durch einen weichen, durchschwungenen Figurenstil und fließende Faltenwürfe gekennzeichnet. Diese Tendenz blieb während der gesamten gotischen Epoche gültig und fand ihren Höhepunkt im sogenannten Weichen Stil. Weitere charakteristische Merkmale waren die Verwendung zeitgenössischer architektonischer Elemente zur dekorativen Gliederung der Bildfelder. Ab der zweiten Hälfte des 12. Jahrhunderts fanden in ganz Europa meist rote und blaue Fleuronné-Initialen als typische Dekorform der Manuskripte des unteren und mittleren Ausstattungsniveaus Verwendung. Selbständige Szenen, die als historisierte Initialen und Drolerien am unteren Bildrand ausgeführt wurden, boten Raum für fantasievolle, vom illustrierten Text unabhängige Darstellungen und trugen wesentlich zur Individualisierung der Malerei und zur Abkehr von erstarrten Bildformeln bei. Ein naturalistischer Realismus mit Perspektive, räumlicher Tiefenwirkung, Lichteffekten und realistischer Anatomie der dargestellten Personen setzte sich, ausgehend vom Realismus der Kunst der südlichen Niederlande, im Laufe des 15. Jahrhunderts zunehmend durch und wies auf die Renaissance.

## Grundlagen der gotischen Buchmalerei

### Zeitlicher und geografischer Rahmen

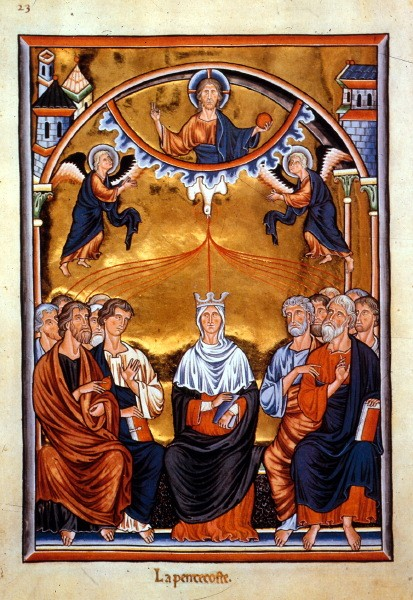
Der frühgotische Ingeborg-Psalter (Tournai, um 1195).

Die Gotik ist eine Stilepoche des Abendlandes, also Europas ohne den byzantinischen Kulturkreis, dessen Kunst indes großen Einfluss auf diejenige Westeuropas ausübte. Ausgangspunkt der Gotik war Frankreich, das bis in die Spätgotik die führende europäische Kunstnation blieb.
Die zeitlichen Grenzen zur vorangehenden Romanik und zur nachfolgenden Renaissance sind fließend und können in unterschiedlichen Regionen um etliche Jahrzehnte variieren. In Frankreich setzte die Gotik in der Buchmalerei um 1200 ein – fast vier Jahrzehnte nach dem Bau der ersten frühgotischen Kathedralen. England wurde um 1220 von diesem Stilwandel erfasst, während sich in Deutschland romanische Formen teilweise noch bis um 1300 hielten. Überall ging dem Stilwandel in der Malerei derjenige in der Architektur voraus.
Um 1450 trat der Holzschnitt, insbesondere in der Form des Blockbuchs, in Konkurrenz zur aufwändigen Buchmalerei. Die rasche Ausbreitung des Buchdrucks und der zunächst meist noch nachträglich handkolorierten Druckgrafik in der zweiten Hälfte des 15. Jahrhunderts verdrängte die Buchmalerei weitgehend, besonders, seit mit dem Kupferstich eine Drucktechnik entwickelt worden war, die auch künstlerisch anspruchsvolle Illustrationen ermöglichte. Bereits gegen Ende des 15. Jahrhunderts hatte der Kupferstich die Buchmalerei nicht nur in rationeller Hinsicht überflügelt, sondern auch in künstlerischer: Große Renaissancekünstler wie der Meister E. S., Martin Schongauer, Albrecht Dürer oder Hans Burgkmair der Ältere widmeten den grafischen Techniken und nicht der Buchmalerei ihre größte Aufmerksamkeit.
Während die Druckgrafik zum Massenmedium wurde, konzentrierte sich die Buchmalerei nun wieder ganz auf repräsentative Prachtcodices, die noch bis ins 16. Jahrhundert hinein entstanden. Der Aufgabenwandel der Buchmalerei fiel in etwa mit dem Übergang von der Gotik zur Renaissance zusammen.

### Materialien und Techniken
Die Einführung von Papier als Beschreibstoff revolutionierte das Buchwesen grundlegend. Das Papier war bereits um 100 n. Chr. von einem Beamten des Kaiserhofes in China erfunden worden, hatte sich im 12. Jahrhundert in Arabien durchgesetzt und gelangte im 13. und 14. Jahrhundert nach Europa. Im 15. Jahrhundert verdrängte es das Pergament fast vollständig und verbilligte die Herstellung von Büchern deutlich.
Während der gesamten gotischen Zeit stieg die Buchproduktion rapide an. Im gleichen Maße, wie das Buch für breitere Schichten erschwinglich wurde, nahm das übliche Ausstattungsniveau ab. Der repräsentative Prachtcodex mit Deckfarbenmalerei, in Ausnahmefällen weiterhin mit Vergoldungen und auf Pergament, wurde zunehmend zur Ausnahmeerscheinung, die Textillustration durch lasierte Federzeichnungen oder nur durch anspruchslose historisierte Initialen die Regel.
Da illustrierte Bücher seit dem 13. Jahrhundert zunehmend für den privaten Gebrauch geschaffen wurden, traten kleinformatige Gebrauchshandschriften an die Stelle der großformatigen Codices für Klostergemeinschaften oder für die Liturgie.

### Künstler und Auftraggeber

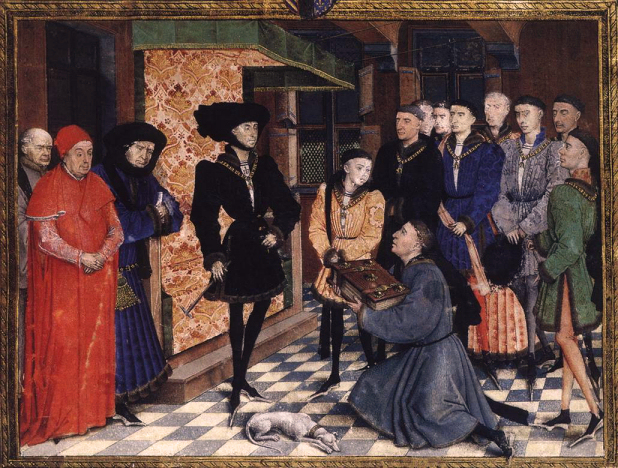
Rogier van der Weyden: Jean Wauquelin präsentiert sein Werk Philipp dem Guten, Frontispiz der Chronik von Hennegau, (südliche Niederlande, um 1446).

An der Wende vom 12. zum 13. Jahrhundert trat die kommerzielle Buchherstellung an die Seite der monastischen Buchproduktion. Ausgangspunkt für diesen gravierenden Einschnitt waren die Universitäten, besonders die von Paris und Bologna, wo jedoch vor allem theologische und juristische Gebrauchsliteratur entstand, die relativ selten illuminiert wurde. Für die Buchmalerei war der hohe Adel bedeutsamer, der wenig später als Auftraggeber weltlicher höfischer Literatur hinzukam. Adlige Damen spielten eine wichtige Rolle für die Förderung der Literatur wie der Buchmalerei. Im 14. und vor allem im 15. Jahrhundert erweiterte sich dieser Kreis um den niederen und den Amtsadel, um Patrizier und schließlich um reiche Kaufleute, für die vor allem Stundenbücher und andere Andachtsbücher für den privaten Gebrauch hergestellt wurden. Besonders adlige Auftraggeber wurden häufig in Dedikationsbildern auf einem der ersten Blätter einer Handschrift dargestellt. Anhand solcher Widmungsbilder lässt sich gut die Tendenz zu immer realitätsnäheren Porträts verfolgen.
Spätestens seit Mitte des 13. Jahrhunderts jedoch war in allen Gebieten die Blütezeit der monastischen Skriptorien vorbei. Mit der Herausbildung kommerzieller Ateliers treten in der Gotik immer mehr Künstlerpersönlichkeiten namentlich in Erscheinung. Ab dem 14. Jahrhundert wurde der Meister typisch, der eine Werkstatt leitete, mit der er sowohl in der Tafel-, als auch in der Buchmalerei tätig war. Daneben blieben die klösterlichen Skriptorien produktiv.
Besonders in den oberdeutschen Reformklöstern des 15. Jahrhunderts lassen sich häufig auch Nonnen wie Sibylla von Bondorf als Buchmalerinnen nachweisen. Die typischen Werke dieser „Nonnenmalereien“ sind farbenfroh, von gefühlsbetontem Ausdruck geprägt und künstlerisch wenig anspruchsvoll. Ob Nonnen darüber hinaus Anteil an herausragenden Werken hatten, die für Frauenkonvente hergestellt wurden, oder inwieweit Frauen in professionellen Ateliers mitarbeiten konnten, ist nicht bekannt. Für Frauenklöster wurden jedenfalls meisterhafte Buchmalereien wie das Katharinentaler Graduale oder das Wonnentaler Graduale geschaffen. Die Schriftstellerin Christine de Pizan berichtet um 1405 in der Stadt der Frauen von einer Buchmalerin Anastasia, die unter anderem Werke Christines illuminiert habe und alle Künstler der Stadt Paris im Malen von Weinblattornamenten zur Verzierung von Büchern sowie von Hintergrundlandschaften übertreffe und ihre Werke teuer verkaufe.
Im 15. Jahrhundert setzten sich freie Werkstätten durch, die manufakturhaft ohne konkreten Auftrag preiswerte Handschriften mit einfachen lasierten Federzeichnungen auf Vorrat herstellten und ihr Verlagsprogramm anschließend bewarben. Die bekannteste Werkstatt dieser Art ist die von Diebold Lauber, der zwischen 1427 und 1467 in Hagenau nachweisbar ist. Nach der raschen Verbreitung des Buchdrucks und druckgrafischer Buchillustrationen konzentrierten sich einige Buchmaler wieder auf repräsentative Prachthandschriften. Berühmte Künstler an der Schwelle zur Renaissance, die als Tafel- und Buchmaler hervortraten und leistungsstarke Werkstätten leiteten, waren Jan van Eyck, Jean Fouquet oder Andrea Mantegna. Während regionale Stileigenheiten zurücktraten, gewann die individuelle Handschrift der einzelnen Künstlerpersönlichkeit an Gewicht.

### Buchtypen
|  |  |

Doppelseite aus dem Stundenbuch des Herzogs von Berry der Brüder von Limburg (Frankreich, zwischen 1410 und 1416).
Das Spektrum der illustrierten Texte erweiterte sich in gotischer Zeit deutlich. Besonders weltliche, höfische Literatur in der Volkssprache wurde seit dem späten 12. Jahrhundert Gegenstand der Illustration und trat an die Seite der lateinischen liturgischen Texte. Die einzige weltliche Gattung, die auf allerhöchstem Niveau mit Goldgrund und Deckfarbenmalerei illuminiert wurde, war die Chronistik. Weltchroniken verbanden die Geschichtsschreibung mit laienreligiöser Literatur. Auffällig ist, dass die deutsche Heldenepik erst spät und dann selten und mit geringem Anspruch illustriert wurden, während die anscheinend stärker der Geschichtsschreibung zugeordnete Chanson de geste um die Taten Karls des Großen in Frankreich besonders aufwendig ausgestattet wurde. Prachthandschriften, jedoch ohne Goldgründe, entstanden auch für Sammlungen höfischer Epik oder Lyrik. Ein berühmtes Beispiel einer solchen Sammelhandschrift ist der Codex Manesse, der um 1300 in Zürich entstand.
Besonders im Umfeld der Universitäten kamen im 13. Jahrhundert illuminierte Sach- und Fachtexte auf. In Bologna dominierten juristische Bücher. In den Bereich des Rechtswesens gehörten auch die kaiserlichen oder päpstlichen Bullen, deren berühmtestes illustriertes Exemplar die Goldene Bulle Karls IV. in einer Auftragsarbeit für König Wenzel aus dem Jahr 1400 ist. Eine mehrfach illustrierte Rechtsquelle für den praktischen und nicht für den akademischen Gebrauch war der Sachsenspiegel des Eike von Repgow.
Die typische illustrierte Handschrift der Gotik blieb jedoch das religiöse Buch, das im Gegensatz zu früheren Zeiten jetzt aber vor allem für die private Andacht von Laien bestimmt war. Im 13. Jahrhundert war für diesen Zweck vor allem der Psalter bestimmt, aus dem später das Stundenbuch hervorging, das zum meistillustrierten Buchtyp wurde. In den Bereich der Laienfrömmigkeit gehören auch die Historienbibeln und die Biblia pauperum. Im universitären und im klösterlichen Umfeld wurden theologische Traktate der Kirchenväter, der großen Scholastiker und Mystiker, Heiligenlegenden sowie Autoren der lateinischen und griechischen Antike in großer Zahl illustriert.

### Einflüsse anderer Künste
War für die romanische Buchkunst die Wandmalerei wegweisend, so nahm die gotische vor allem Anregungen der Glasmalerei auf, die die gotischen Kathedralen maßgeblich prägten. Unmittelbar übernahm die Buchmalerei das häufig dominierende leuchtende rot und blau in die Miniaturen, zumindest soweit es sich um repräsentative Deckfarbenmalereien handelte. Die Adaption der Glasmalerei betraf besonders den Mustergrund der Miniaturen, Vergoldungen trugen zur Leuchtkraft der Manuskripte bei.
Besonders deutlich wird die Abhängigkeit von der Glasmalerei in den frühgotischen französischen Bible moralisée, die in 14 Handschriften überliefert sind. Biblische Szenen und ihre typologischen Entsprechungen stehen sich hier in Rundfeldern gegenüber. Neben der Anordnung spiegeln sich auch die Farbgebung und der Stil gotischer Medaillonfenster französischer Kathedralen in den Miniaturen wider.
Wenig später übertrug die Buchmalerei auch das Maßwerk der gotischen Kathedralarchitektur in ihr Medium. Bauplastische Formen wurden als Bildornamentik üblich, die an die Wimperge, Fialen, Fensterrosen, Giebel, Friese und Dreipässe etwa der Pariser Sainte-Chapelle oder der großen gotischen Kathedralen erinnern. Die leuchtende Farbgebung in rot, blau und gold könnte einen Hinweis auf die farbige Ausschmückung gotischer Kathedralen geben, die fast nur noch in schriftlichen Quellen zu fassen, in den Kirchen aber nicht mehr erhalten ist.

## Stilgeschichte
Siehe auch die Übersicht Hauptwerke der gotischen Buchmalerei

### Allgemeine Stilmerkmale und Entwicklungen

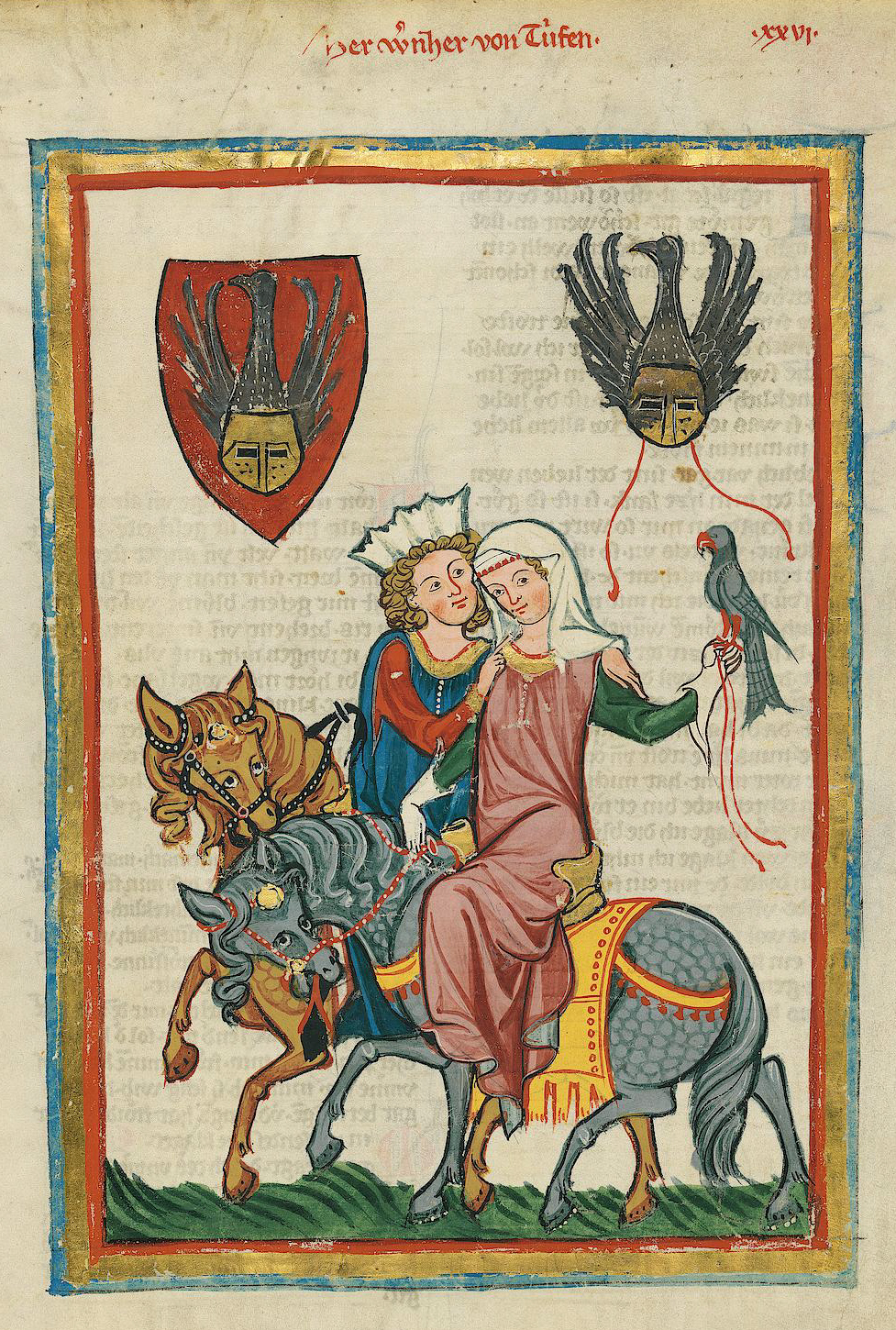
Codex Manesse (Zürich, um 1300).

Stilistische Charakteristika, die während der gesamten Gotik gültig blieben, waren ein weicher, durchschwungener Figurenstil mit geschmeidigem, kurvig linearem Duktus, höfische Eleganz, überlängte Figuren und fließende Faltenwürfe. Ein weiteres Kennzeichen war die Verwendung zeitgenössischer architektonischer Elemente zur dekorativen Gliederung der Bildfelder.
Ab der zweiten Hälfte des 12. Jahrhunderts fanden in ganz Europa meist rote und blaue Fleuronné-Initialen als typische Dekorform der Manuskripte des unteren und mittleren Ausstattungsniveaus Verwendung. In den meisten gotischen Handschriften ist das Fleuronné die einzige Ausstattungsform und wurde dann vom Rubrikator ausgeführt, der besonders bei anspruchslosen Manuskripten meist mit dem Schreiber identisch war. Das Fleuronné ist besonders gut als Anhaltspunkt für die Datierung und Lokalisierung von Handschriften geeignet.
Selbständige Szenen, die als historisierte Initialen und Drolerien am unteren Bildrand eingefügt wurden, boten Raum für fantasievolle, vom illustrierten Text unabhängige Darstellungen und trugen wesentlich zur Individualisierung der Malerei und zur Abkehr von erstarrten Bildformeln bei.
Als Folge der überregionalen Heiratspolitik der europäischen Fürstenhäuser sowie der wachsenden Mobilität der Künstler bildete sich etwa zwischen 1380 und 1420 eine in ganz Europa verbreitete Formensprache heraus, die wegen ihrer überregionalen Verbindlichkeit als Internationale Gotik bezeichnet wird. Charakteristika dieses Stils waren weich fließende Gewandfalten und Frisuren sowie schlanke Figuren mit höfischen, enganliegenden und hochgegürteten Gewändern. Wegen der weichen Zeichenlinie wurde früher auch vom „Weichen Stil“ gesprochen.
Ein typisches Merkmal gotischer Malerei war, die dargestellten Figuren in zeitgenössischer Mode und in gotischer Architektur darzustellen, auch wenn es sich um biblische Ereignisse handelte. Bereits im 13. Jahrhundert mehren sich die Beispiele von Skizzenbüchern, die nicht mehr nur ikonografische Vorbilder von anderen Kunstwerken übernahmen, sondern Neuschöpfungen durch eigene Natur- und Architekturstudien darstellten. Ein berühmtes Skizzenbuch ist das des Franzosen Villard de Honnecourt, das um 1235 entstand. An der Schwelle zur Renaissance, ausgehend vom Realismus der Kunst der südlichen Niederlande, dominierten naturalistische Darstellungen. Perspektive, räumliche Tiefenwirkung, Lichteffekte und realistische Anatomie der dargestellten Personen setzten sich im Laufe des 15. Jahrhunderts durch und weisen auf die Renaissance.
Nach der Ausbreitung des Buchdrucks konzentrierte sich die Buchmalerei der zweiten Hälfte des 15. Jahrhunderts wieder auf besonders prächtige Repräsentationscodices für hochrangige Auftraggeber. Überhaupt wird die Abgrenzung von Buch- und Tafelmalerei im Laufe der Spätgotik zunehmend schwierig: Die Miniaturen übernahmen immer mehr die komplexen Bildkompositionen der Monumentalmalerei und entwickelten sich von der lehrhaften Textillustration zum weitgehend autonomen Bild.

### Frankreich

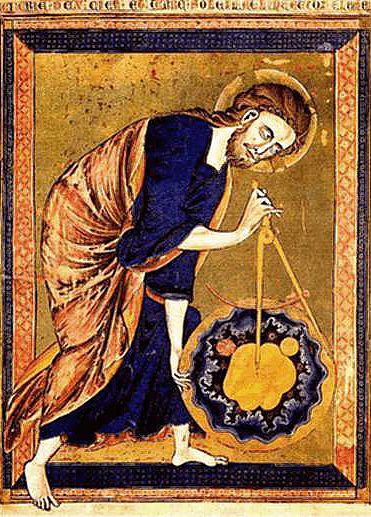
Bible moralisée, Gott als Architekt (Frankreich, um 1250).

Um 1200 hatte die höfische Kultur und die bildende Kunst Frankreichs eine allgemein anerkannte Vorrangstellung im Abendland erlangt und strahlte auf ganz Europa aus. Begünstigt wurde diese Hegemonialstellung durch eine Kombination verschiedener Faktoren, zu denen die fortgeschrittene Zentralisierung Frankreichs mit einem stark höfisch geprägten Königtum, die Entwicklung einer nationalen Idee und die Ausstrahlungskraft der Pariser Universität zählten. In Frankreich, besonders in Paris, setzte auch die bedeutsame Verlagerung der Handschriftenproduktion in professionelle Werkstätten weltlicher Künstler ein. Diese konzentrierten sich seit Ende des 13. Jahrhunderts in der Pariser Rue Erembourg, der heutigen Rue Boutebrie, unweit der Kopisten und der Papierhändler.
Der um 1195 in Tournai entstandene Ingeborg-Psalter oder die Bible moralisée sind Höhepunkte der frühgotischen Buchmalerei. In diesen Handschriften geht die romanische Formensprache in eine klassische Phase über, deren Merkmale weich fließende, faltenreiche Gewänder und fein modellierte Gesichter und eine neue Körperlichkeit der dargestellten Figuren sind.
Der neue Stil konstituierte sich, bis er etwa um 1250 alle wesentlichen Charakteristika ausgebildet hatte und die Zeit der Hochgotik anbrach. Zu den repräsentativen Beispielen aus dem dritten Viertel des 13. Jahrhunderts gehört der Psalter Ludwigs des Heiligen, das Evangeliar der Sainte-Chapelle oder der Roman de la Poire.
Mit Maître Honoré tritt Ende des 13. Jahrhunderts ein neuer, herausgehobener Typus des Künstlers in Erscheinung: der Hofmaler, der ausschließlich für den König oder einen Fürsten arbeitete. Maître Honoré ist als erster dieser Hofmaler nachweisbar und gleichzeitig der erste namentlich bekannte Buchmaler Frankreichs. Er und seine Zeitgenossen waren bemüht, ihren Bildern Dreidimensionalität zu verleihen und schufen dabei Werke, die in der plastischen Modellierung der Gewänder, Gesichter und Haaren an Skulpturen und Reliefs erinnern. Ein beispielhaftes Werk aus der Werkstatt des Maître Honoré ist das um 1290 entstandene Brevarium Philipps des Schönen.
Die erste wirklich dreidimensionale Innenraumdarstellung nördlich der Alpen findet sich um 1324–1328 im kleinformatigen Stundenbuch der Jeanne d’Evreux des Hofmalers Jean Pucelle, der Frankreich erstmals mit der italienischen Trecento-Kunst vertraut machte. Gleichzeitig führte er die Grisaille-Technik in die Buchmalerei ein, die im gesamten 14. Jahrhundert sehr beliebt bleiben sollte und von seinen Schülern wie Jean le Noir übernommen wurde. Darüber hinaus prägte er stark die typische hochgotische Rahmung mit durch Drolerien durchsetzten Blattranken, die Bild und Textspiegel umklammern. Pucelle ist auch der erste Buchmaler, über den in den Jahren 1325–1334 mehrere Urkunden sowie Eintragungen in Kolophonen Auskunft geben. So ist bekannt, dass er in seiner Werkstatt mindestens drei Mitarbeiter beschäftigte.

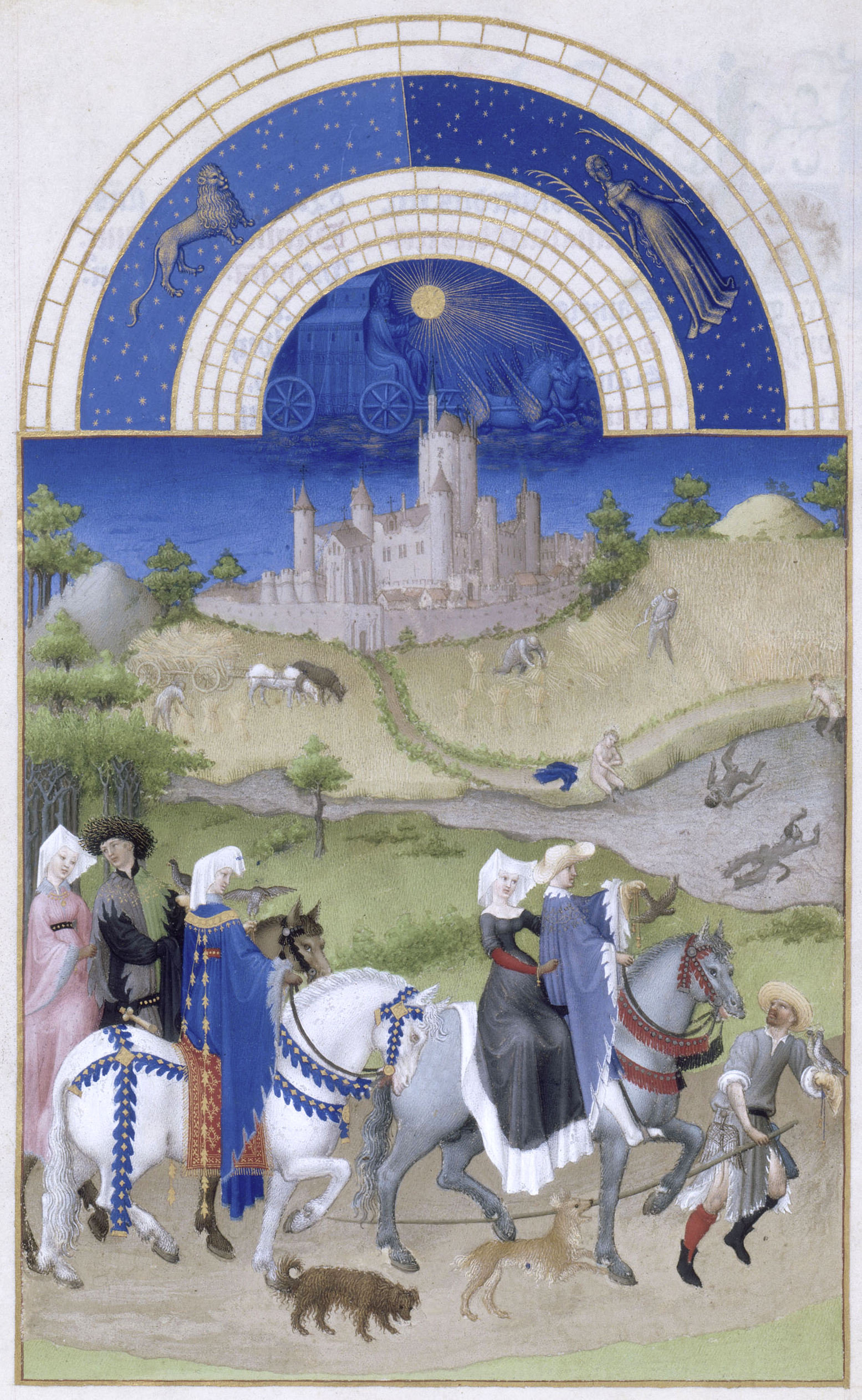
Brüder Limburg: Stundenbuch des Herzogs von Berry, Monatsbild August (Frankreich, zwischen 1410 und 1416).

Wesentlich bestimmt wurde die Buchmalerei dieser Zeit durch das Mäzenatentum König Karls V., der von 1364 bis 1380 regierte und als einer der größten Bibliophilen des Mittelalters gilt. Indem er ausländische Künstler nach Paris zog, darunter Jean de Bondol aus Brügge und Zebo da Firenze, hatte Karl großen Anteil daran, dass Paris zu einem internationalen Zentrum der Buchmalerei wurde, das neue Impulse aufnahm und auf ganz Europa ausstrahlte. Ähnlich bedeutsame Kunstförderer wurden seine Brüder Jean de Berry und Philipp der Kühne. Im Dienste des Herzogs von Berry standen neben André Beauneveu und dem aus dem flämischen Artois stammenden Jacquemart de Hesdin auch die Brüder von Limburg, die zwischen 1410 und 1416 mit dem Stundenbuch des Herzogs von Berry das berühmteste illustrierte Manuskript des 15. Jahrhunderts schufen, in dem die ersten realistischen Landschaftsmalereien der Kunst nördlich der Alpen zu finden sind.

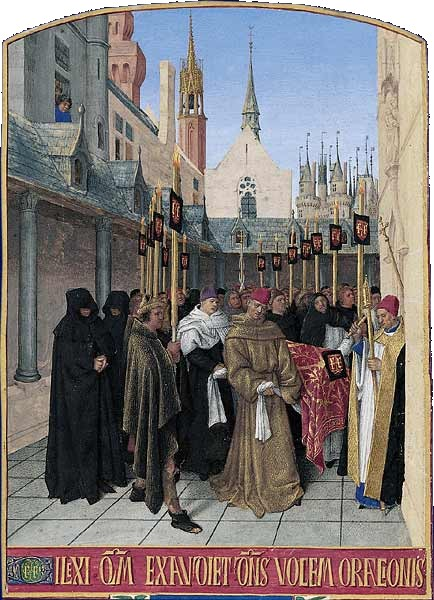
Jean Fouquet: Stundenbuch des Étienne Chevalier, (Frankreich, vor 1457, Begräbniszug).

Die ersten zentralperspektivischen Innenräume finden sich beim Boucicaut-Meister, der zwischen 1405 und 1420 in Paris nachweisbar ist. Er und die Brüder Limburg führten die Akanthusranke als beherrschendes Ziermotiv in die französische Buchmalerei ein. Der 1405–1465 in Paris wirkende Bedford-Meister fügte die Hauptminiaturen mit den umgebenden Randszenen als thematische Einheit zusammen. Jean de Bondol scheute sich nicht, selbst den König in einem Widmungsbild unidealisiert darzustellen und die an die Wirklichkeit angenäherte Porträtkunst in die Buchmalerei einzuführen. Gemeinsam markieren die Brüder von Limburg, der Boucicaut-Meister, der Bedford-Meister und Jean Bondol einen neuen realistischen Stilabschnitt der gotischen Buchmalerei, der die italienische Trecento-Kunst und die Internationale Gotik produktiv umwandelte. Zeitgleich ist der Rohan-Meister zu nennen, der indessen einen Sonderweg beschritt und sonst verbindliche Konventionen der französischen Buchmalerei teilweise ignorierte.
Neben dem dominierenden Zentrum Paris konnte sich im 14. Jahrhundert lediglich die Papstresidenz Avignon als eigenständiges Kunstzentrum behaupten. Im zweiten Viertel des 15. Jahrhunderts verlor Paris jedoch infolge der Niederlage Frankreichs gegen England im Hundertjährigen Krieg und der daraus resultierenden Schwäche des Königtums – der Königshof wich zudem in die Touraine aus – seine alles überragende Stellung als Kunstzentrum zugunsten der Loire-Region und Westfrankreichs, wo Fürstenhöfe mit der Pracht des Königs konkurrierten und bedeutende Künstler als Hofmaler anzogen. Selbst in Paris stand beispielsweise der Bedford-Meister nicht im Dienst des Königs, sondern des englischen Statthalters, des Duke of Bedford.
Unmittelbar nach der Jahrhundertmitte etablierte sich ein neuer Stil, der stark vom Realismus der Kunst der südlichen Niederlande beeinflusst wurde. Der Jouvenel-Meister, der zwischen 1447 und 1460 nachweisbar ist, führt zu Jean Fouquet aus Tours, der im dritten Viertel des 15. Jahrhunderts zur überragenden Künstlerpersönlichkeit Frankreichs wurde. Zu seinen Hauptwerken zählen das Stundenbuch des Étienne Chevalier und die Grandes Chroniques de France. Mit Fouquet stand die französische Malerei an der Schwelle von der Gotik zur Renaissance. Sein Werk gilt als eigenständige Synthese der französischen Maltradition, der italienischen Frührenaissance des Quattrocento und des niederländischen Realismus. Besonders die perspektivischen Konstruktionen, die Lichtführung und die historische Genauigkeit seiner Bilder erweisen Fouquet als einen der bedeutendsten Maler seiner Zeit.
Der einzige Buchmaler vom Rang Fouquets war der aus den Niederlanden stammende Barthélemy d’Eyck, der zwischen 1457 und 1470 für René d’Anjou das Buch vom liebentbrannten Herzen illustrierte.
Nach Fouquet treten nur noch einzelne Buchmaler in Erscheinung, darunter Jean Colombe in Bourges, Jean Bourdichon in Tours oder Maître François in Paris.

### England

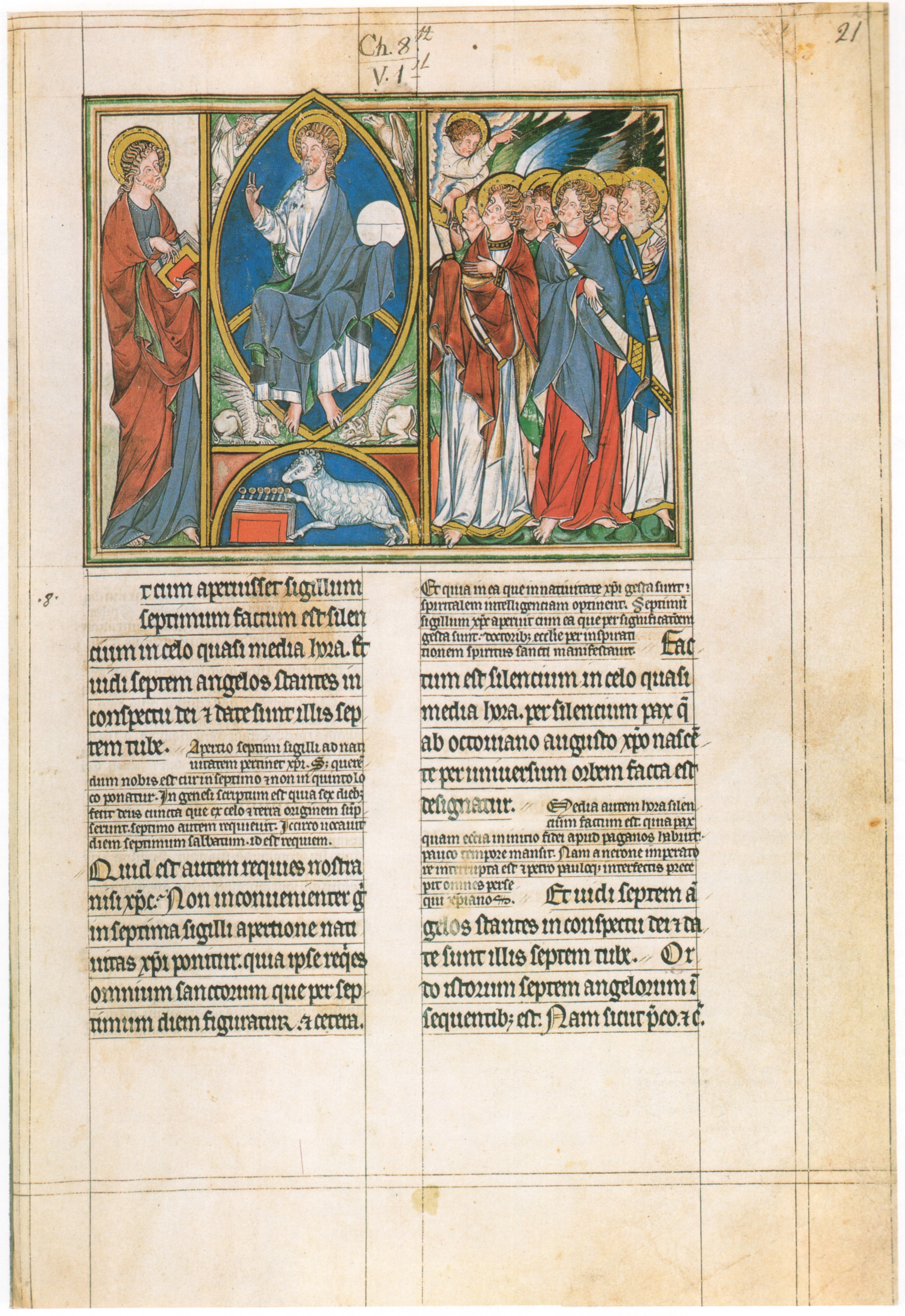
Douce-Apokalypse (London, Hofschule von Westminster, 1270–1272).

Um 1220 vollzog sich in England der graduelle Übergang von der romanischen zur gotischen Buchmalerei. Die stärkste Verbindung zur französischen Buchmalerei zeigen die Ateliers im Umkreis des englischen Hofes, der allerdings im Vergleich zu den französischen Königen eine geringe Rolle als Auftraggeber illuminierter Handschriften spielte. Charakteristisch für die englische Buchmalerei sind besonders zwischen etwa 1280 und 1340 die grotesken Tiere und skurrilen Figuren der vom Text weitgehend losgelösten Drolerien. Neben Illustrationen in Deckfarbenmalerei mit Goldgrund führte die englische Buchmalerei die auf den britischen Inseln besonders verbreitete Technik der kolorierten Zeichnung fort.

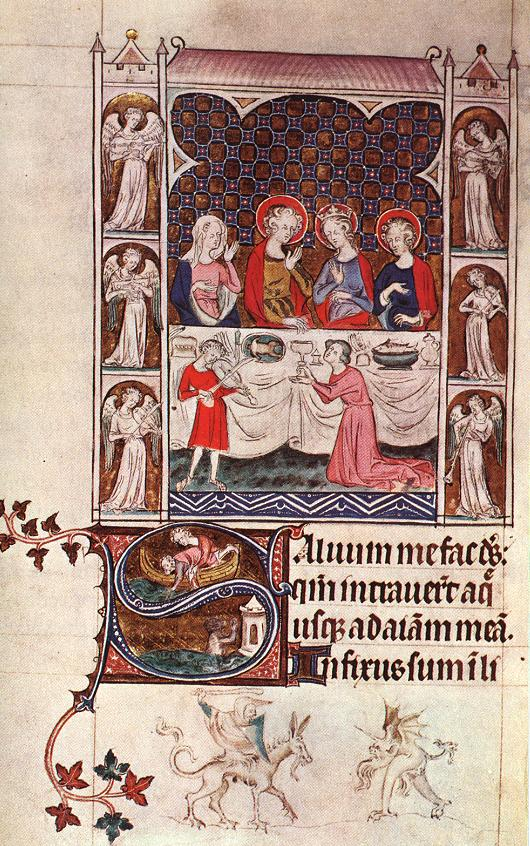
Queen Mary Psalter (um 1310) mit historisierter Initiale und Drolerien.

Der Benediktinermönch Matthew Paris aus dem Kloster St Albans sticht als Autor, Schreiber und Buchmaler hervor und gehörte dem engsten Beraterkreis König Heinrichs III. an. Sein Hauptwerk sind die Chronica majora, die er mit teilweise lasierten Federzeichnungen illustrierte, welche teilweise auf eigener Augenzeugenschaft beruhten. Das Skriptorium von Salisbury lehnte sich an den Stil St Albans an. Im Umfeld der Universität etablierten sich im zweiten Drittel des 13. Jahrhunderts Werkstätten nach Pariser Vorbild. Hier wirkte William de Brailes, der mehrere seiner Miniaturen um die Mitte des 13. Jahrhunderts signierte und so einer der wenigen namentlich bekannten Buchmaler dieser Zeit ist. Bedeutende Werkstätten gab es auch in London, wo es besonders zahlungskräftige Käufer gab.
Der am häufigsten illustrierte Buchtyp der englischen Gotik war der Psalter, auch noch als sich im 14. Jahrhundert auf dem Kontinent längst das Stundenbuch durchgesetzt hatte. Zu den bedeutenden Psaltern der englischen Gotik des 13. Jahrhunderts gehören der Westminster-Psalter, einige Psalter aus Peterborough, ein um die Mitte des 13. Jahrhunderts für eine Nonne in Amesbury illustriertes Exemplar, ein Psalter für einen Abt von Evesham, der ungewöhnlich reich ausgestattete sogenannte Oscott-Psalter, der um 1270 möglicherweise für den späteren Papst Hadrian V. illuminiert wurde, und der Alphonso-Psalter. Aus dem 14. Jahrhundert ragen der Ormesby-Psalter, der Luttrell-Psalter, der Gorleston-Psalter, der De-Lisle-Psalter, der Peterborough-Psalter und vor allem der besonders prächtige Queen Mary Psalter heraus. Daneben gehörten Bibeln und einzelne Bibelbücher zu den bevorzugten Buchtypen der englischen Buchmalerei, darunter besonders die illuminierten Apokalypse-Handschriften des 13. Jahrhunderts, etwa die Trinity College-Apokalypse (um 1242–1250), die Lambeth-Apokalypse (1260–1270), die Douce-Apokalypse (1270–1272). Andere Themen der Buchmalerei waren Heiligenlegenden sowie Bestiarien.
Im 14. Jahrhundert entwickelte sich London zum wichtigsten Zentrum der englischen Buchmalerei, wo der königliche Hof jetzt eine führende Rolle für die Förderung der Buchmalerei hatte. Vor allem Westminster zog Künstler unterschiedlichster Herkunft an und prägte einen eigenen Stil, zunächst den Court Style, dann den Queen Mary Style. Ende des 14. Jahrhunderts förderte besonders Richard II. die Buchmalerei. In East Anglia entstanden für die Familie Bohun bedeutende illuminierte Handschriften mit lebendigen, naturalistischen Details.
Um 1400 dominierte auch in England eine Form der Internationalen Gotik. Auffallend sind die zahlreichen großformatigen Handschriften, die um diese Zeit wieder vermehrt produziert wurden. Im 15. Jahrhundert wurde die englische Buchmalerei besonders von flämischen und niederrheinischen illustrierten Handschriften beeinflusst, die zahlreich eingeführt wurden. Eine wichtige Rolle spielte in der ersten Hälfte des 15. Jahrhunderts der wohl vom Niederrhein stammende Buchmaler Herman Scheerre.
Schwere Verluste hatten die Aufhebung der Klöster 1536–40 und die Bilderfeindlichkeit der Reformatoren im 16. und 17. Jahrhundert zur Folge.

### Niederlande

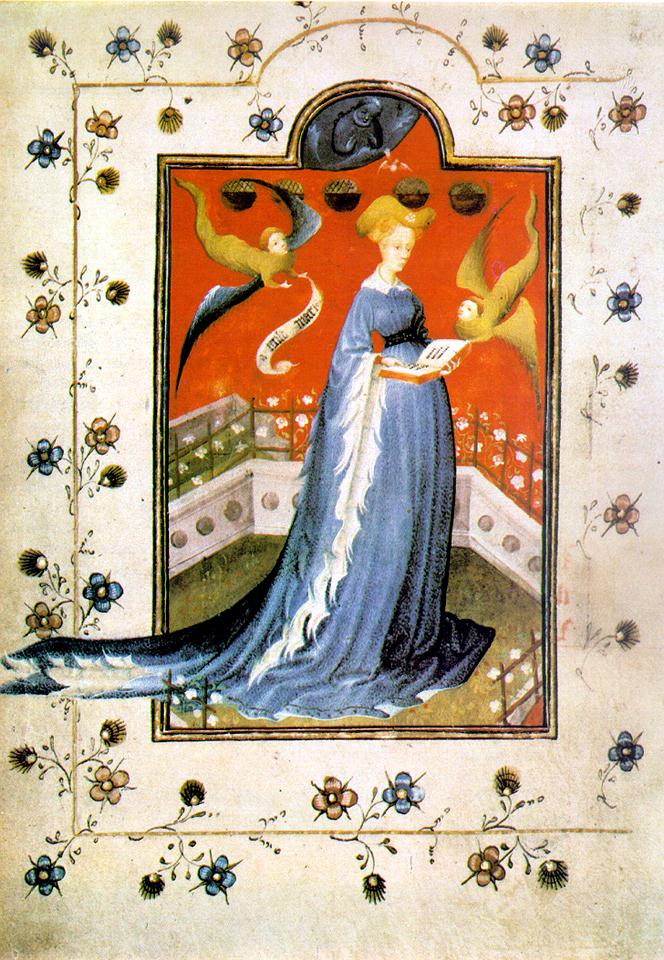
Darstellung Marias von Geldern im „Weichen Stil“ (Marienborn bei Arnheim, 1415)

Während des gesamten Mittelalters dominierten die südlichen Niederlande mit Flandern und Brabant den niederländischen Raum wirtschaftlich und kulturell. Teile der südlichen Niederlande gehörten zur französischen Krone und waren seit dem 14. Jahrhundert als Burgundische Niederlande eng mit Frankreich verbunden. So durchdrang die französische Gotik die südlichen Niederlande im 13. Jahrhundert besonders stark. Der Übergang von der Romanik zur Gotik war hier gegen 1250 vollzogen. Bereits seit karolingischer Zeit hatte das Maasland, besonders das Bistum Lüttich eine bedeutende Vermittlerrolle zwischen französischer und deutscher Buchkunst. Im 14. Jahrhundert überrundete Maastricht die Bischofsstadt Lüttich mit zahlreichen Bibelillustrationen, Heiligenviten, aber auch profanen Werken. Ein drittes Zentrum war Sint-Truiden.
Stand die flämische Buchmalerei im 13. Jahrhundert noch ganz unter dem Einfluss und im Schatten derjenigen von Paris, so zogen die großen französischen Auftraggeber des 14. Jahrhunderts bereits häufig flämische Meister wie Jean de Bondol, André Beauneveu oder Jacquemart de Hesdin nach Paris. Vermutlich unter italienischem Einfluss wurde der dreidimensionale Raum ein wichtiges Thema der niederländischen Buchmalerei. Der Wille zu mehr Naturtreue wirkte sich auch auf die Personendarstellungen aus. Etwa 1375–1420 dominierte auch in den Niederlanden der Internationale Stil.
Das 15. Jahrhundert war die große Blütezeit der flämischen Buchmalerei. Nun stammten führende in Frankreich arbeitende Künstler, wie die Brüder von Limburg oder später Barthélemy d’Eyck aus den Niederlanden, unter der Regentschaft Philipps des Guten und Karls des Kühnen entfalteten sich aber auch die flämischen Städte zu ihrer größten wirtschaftlichen und kulturellen Blüte. Besonders Philipp versammelte an seinem Hof in Brügge herausragende Künstler wie Loyset Liédet, Willem Vrelant oder Jan de Tavernier. Eine Reihe illuminierter Handschriften aus Valenciennes aus den Jahren 1458–1489 wird Simon Marmion zugeschrieben und zeigt Einflüsse der Landschaftsdarstellungen des Dierick Bouts. Den Illusionismus der niederländischen Buchmalerei steigerte der anonyme Meister der Maria von Burgund durch Trompe-l’œil-Effekte.

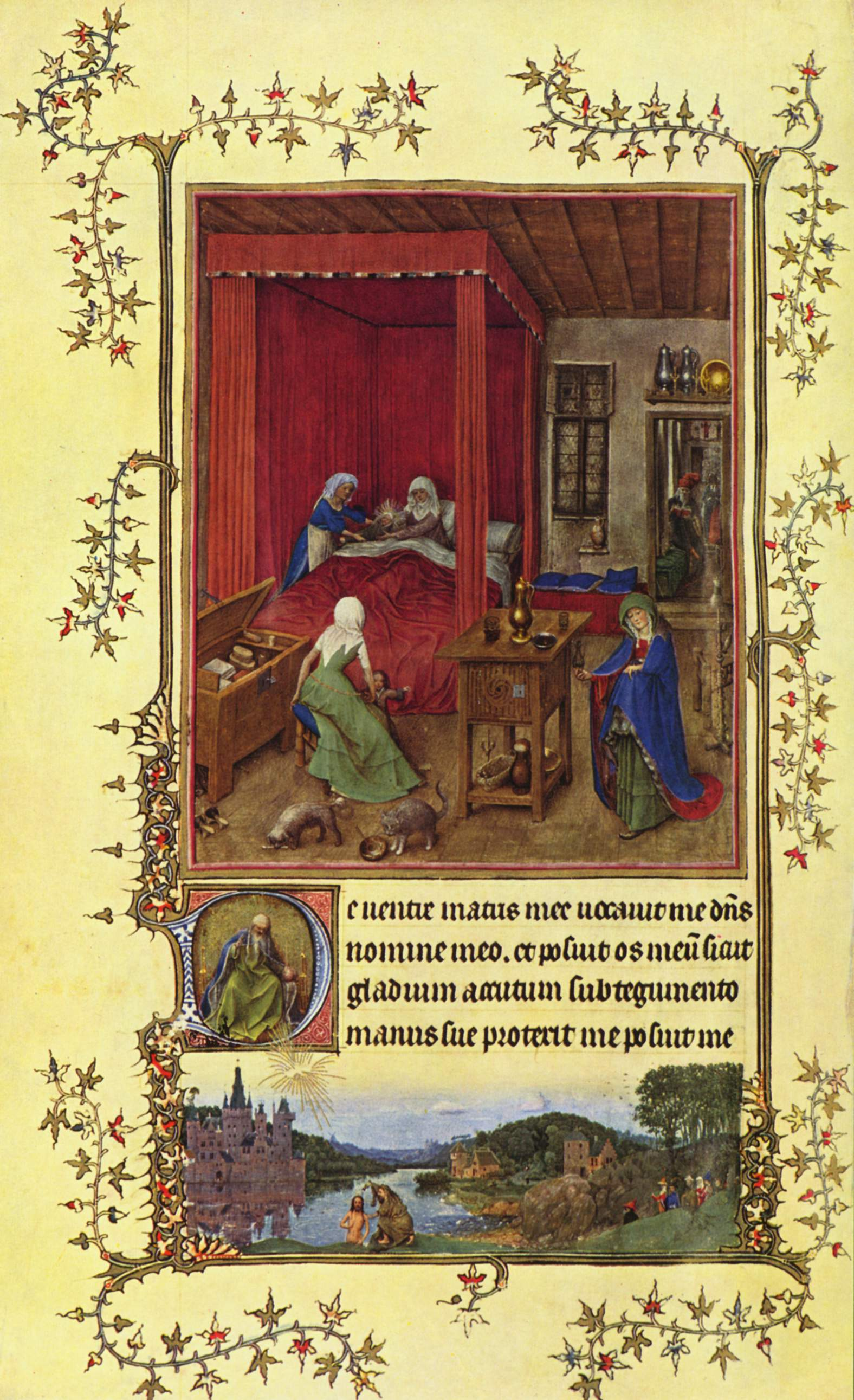
Meister G des Turin-Mailänder Stundenbuches, evtl. identisch mit Jan van Eyck, Geburt Johannes’ des Täufers (Flandern, 1422–1424).

Zu dieser Zeit schwand der Einfluss der französischen Kunst, und die altniederländische Malerei entwickelte einen ausgeprägten eigenen Charakter, deren revolutionäre Neuerung das Malen aufgrund von Naturbeobachtungen war. Das unverwechselbar Neue in der altniederländischen Malerei zeigte sich zunächst darin, dass die mittelalterlichen Goldgründe durch realistische Landschaften als Bildhintergrund ersetzt wurden. Die genaue Naturbeobachtung erstreckte sich auch auf die Darstellung des menschlichen Körpers, dessen Bewegung und Oberflächencharakter genau nachgestellt wurde, sowie auf eine Plastizität unbelebter Gegenstände durch genau beobachtete und wirkungsvoll eingesetzte Lichteffekte. Die zentrale Person der grundlegenden Erneuerung der Kunst dieser Zeit war Jan van Eyck, der möglicherweise selbst als Buchmaler tätig war und das Turin-Mailänder Stundenbuch illuminierte.

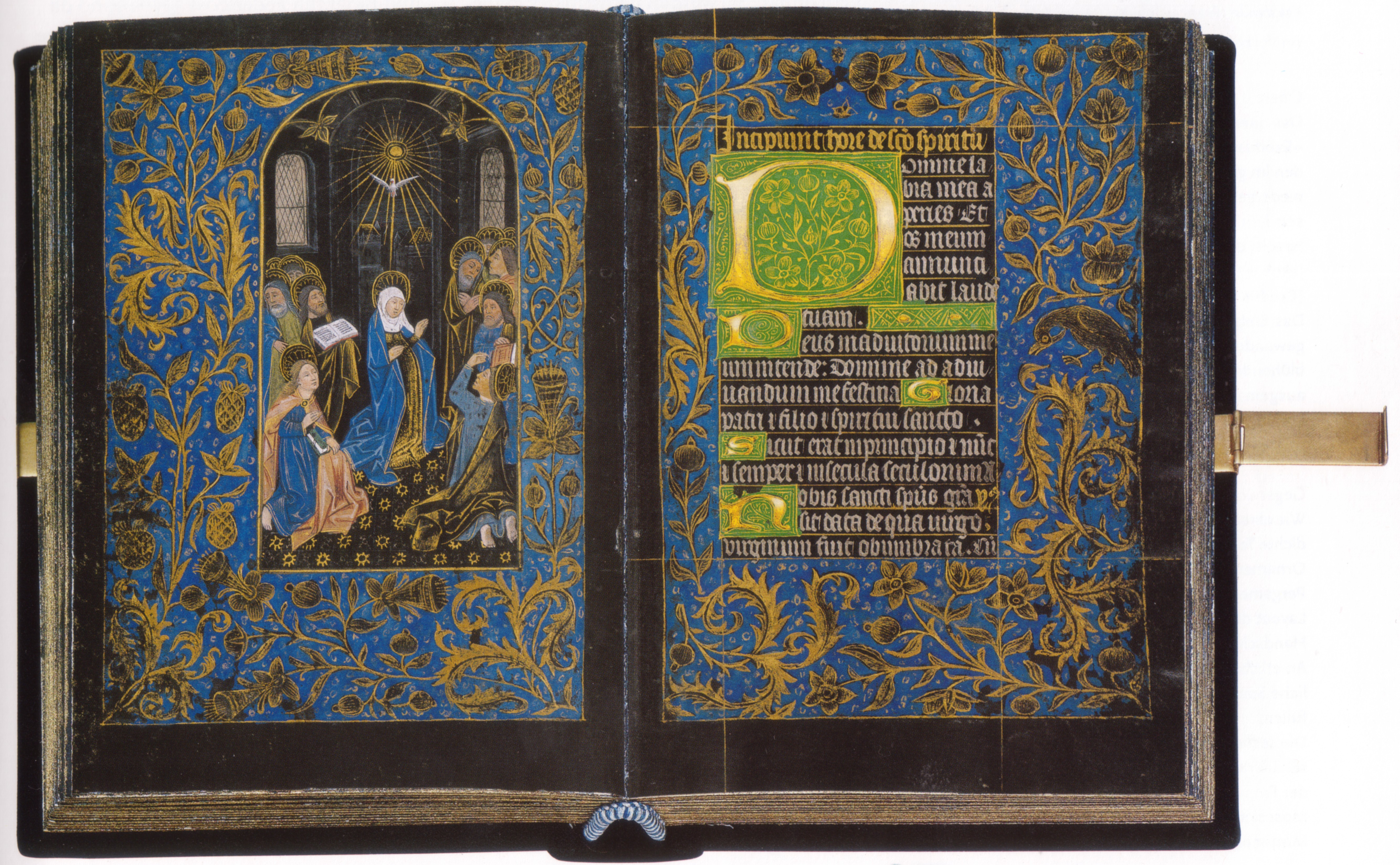
Willem Vrelant (Umkreis): Schwarzes Stundenbuch mit eingefärbtem Pergament (Brügge, um 1475).

Nach dem Tod Karls des Kühnen 1477 und dem Untergang des Hauses Burgund schwand plötzlich der heimische Absatzmarkt für die niederländischen Künstler. In der Folge exportierten Meister wie Simon Bening und der Meister des Dresdner Gebetbuches qualitätvolle Stundenbücher als Luxusgüter in alle europäischen Länder. Die
flämischen Werkstätten hatten nicht nur einen hohen Leistungsstandard, sondern waren auch gut organisierte Produktionszentren, die die Andachtsbücher in großer Zahl und für eine breite Kundenschicht herstellen konnten. Die farbenfrohe und naturalistische Buchmalerei dieser Gent-Brügger-Schule steht an der Schwelle zur Malerei der Renaissance.
Die nördlichen Niederlande brachten nur wenige bedeutende gotische Manuskripte hervor. Das wichtigste Zentrum war Utrecht. Aus der nahegelegenen Prämonstratenserabtei Marienweerd stammen eine Reimbibel des Jacob van Maerlant und von der Hand desselben Malers eine Bilderhandschrift Der naturen bloeme aus dem 14. Jahrhundert. In Utrecht entstand um 1440 durch einen anonymen Meister das prächtigste und fantasievollste Exemplar der nördlichen Buchmalerei mit über 150 Miniaturen: Das Stundenbuch der Katharina von Kleve, das deutlich von der flämischen Tafelmalerei, besonders von Robert Campin beeinflusst wurde. Ebenfalls in Utrecht sowie in Köln war um 1470–1510 der Meister des Bartholomäus-Altars als Buch- und Tafelmaler tätig. Stärker als im Süden verdrängte in Holland die Gravierkunst die Buchmalerei gegen Ende des 15. Jahrhunderts. Den Überblick über die nordniederländische Kunst der Gotik erschweren die Verluste durch den reformatorischen Bildersturm im 16. Jahrhundert.

### Deutscher Sprachraum

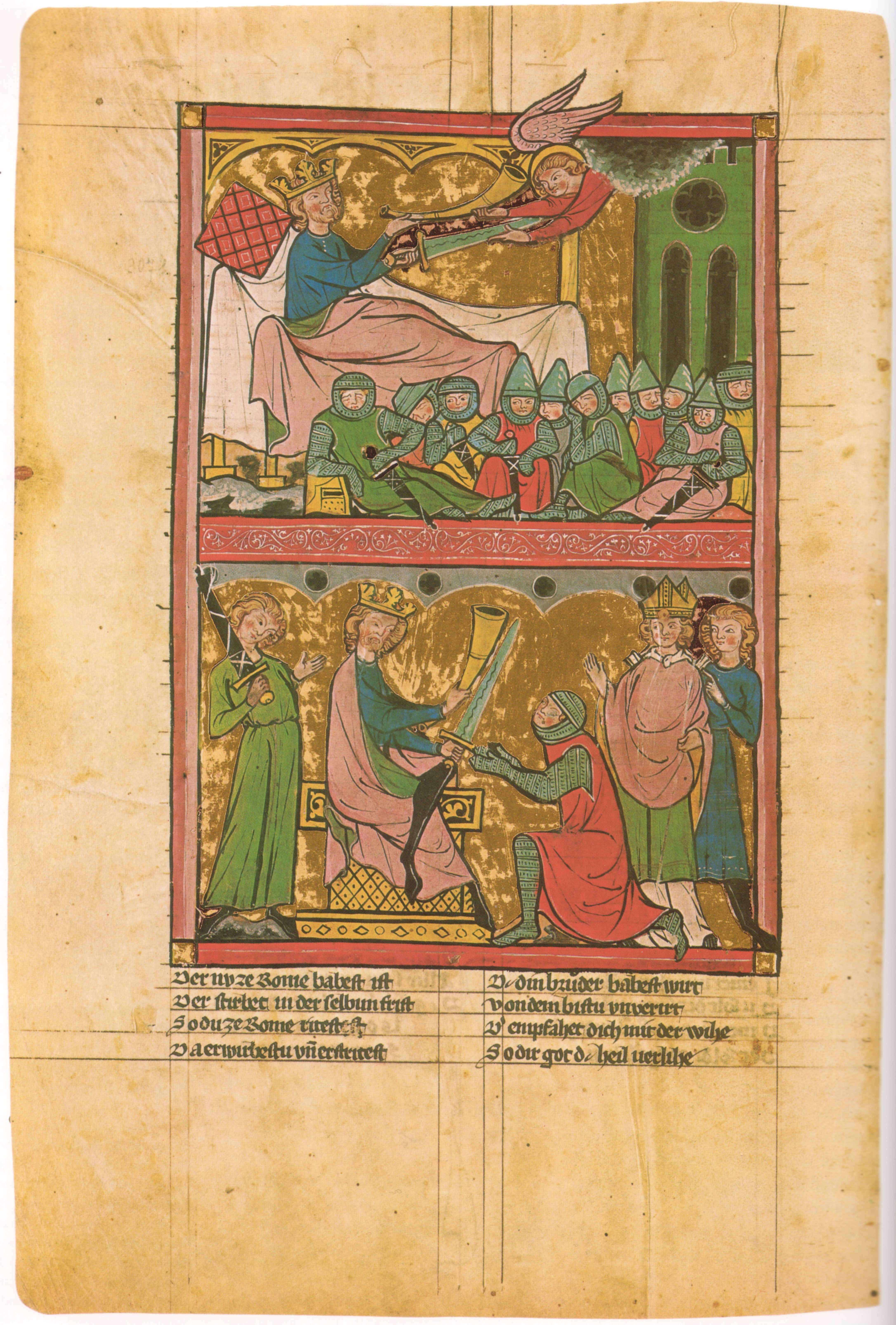
Meister der Weltchronik des Rudolf von Ems Szenen aus Strickers Karl (Oberrhein, um 1300).

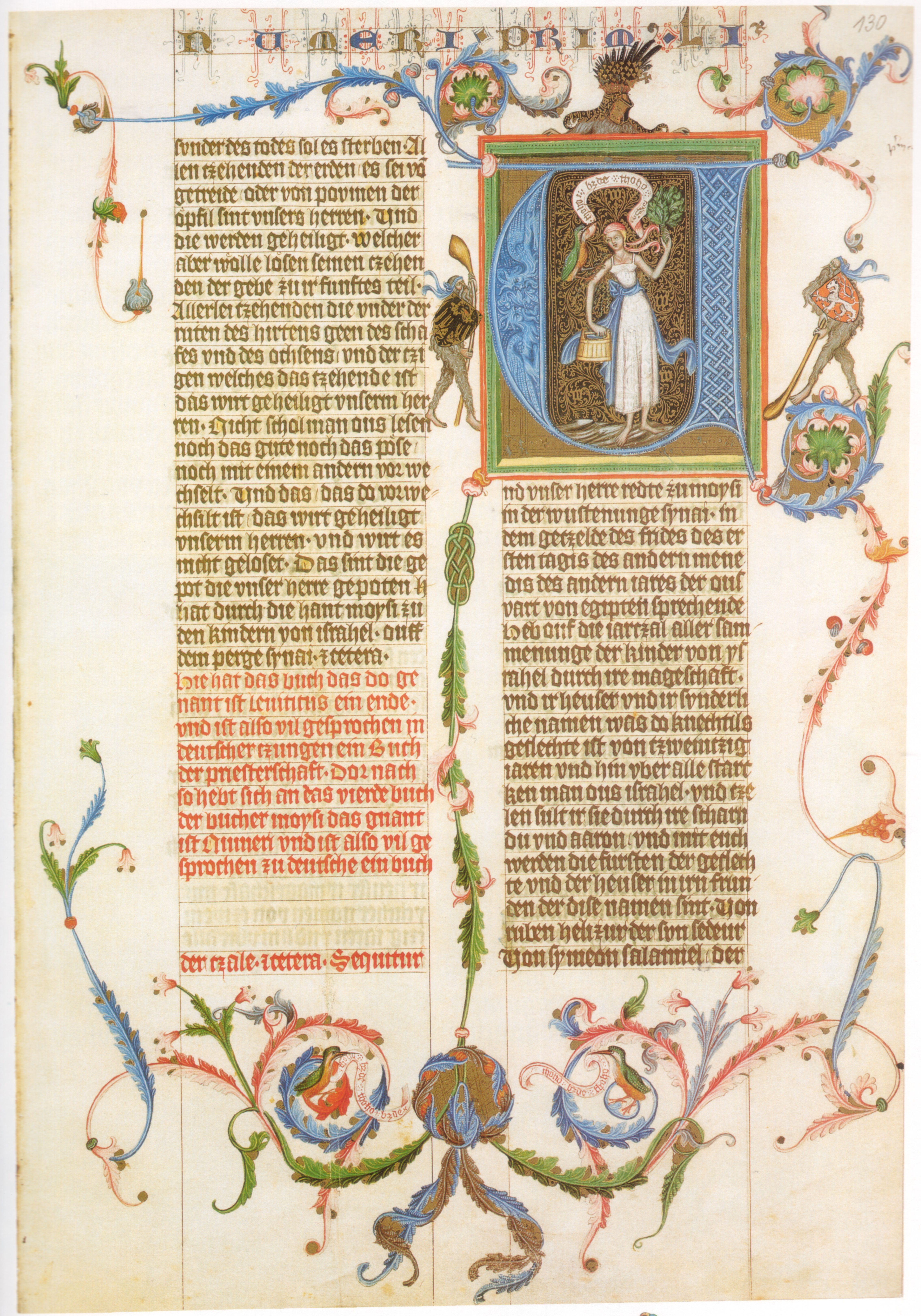
Wenzelsbibel (Prag, 1389–1400).

Der von der gotischen Architektur beeinflusste und durch die zackige, scharfbrüchige Gestaltung der Gewänder charakterisierte Zackenstil leitet im deutschen Sprachraum zur gotischen Malerei über. Erst um 1300 setzte sich der gotische Stil in allen deutschen Regionen durch. Im Vergleich zu Frankreich dominierten die klösterlichen Skriptorien die Buchmalerei länger und kommerzielle Werkstätten drängten erst relativ spät in den Vordergrund.
Als erste Region nahmen der oberrheinische und der Bodenseeraum sowie der niederrheinische Kulturkreis die aus Frankreich kommenden neuen Stilelemente auf. Besonders das Elsass, wo Straßburg im 13. Jahrhundert das unbestrittene Zentrum der deutschen Gotik war, spielte eine zentrale Rolle im französisch-deutschen Kulturaustausch. Eine wichtige Mittlerrolle hatten auch Lothringen, wo Metz ein wichtiger Produzent von Stundenbüchern war, sowie das Maasland um Lüttich. Südlich des Bodensees, in Zürich, entstand zwischen 1300 und 1340 die Manessische Liederhandschrift mit 137 Dichterbildern, die auch als Textzeuge des mittelhochdeutschen Minnesangs von überragender Bedeutung ist. In der Region zwischen Konstanz und Zürich entstanden in der ersten Hälfte des 14. Jahrhunderts weitere herausragende Codices, darunter zwei Handschriften jeweils mit der Weltchronik des Rudolf von Ems in Verbindung mit dem Karl des Stricker oder das Katharinentaler Graduale.
Wichtige frühgotische Werke waren zwei franko-flämisch beeinflusste 1299 von Johannes von Valkenburg in Köln illuminierte Gradualien. Nach 1400 wurde Köln, eine der größten Städte Europas und seit 1388 Universitätsstadt, erneut ein Mittelpunkt der Buchkunst. Stefan Lochner war hier nicht nur als Tafel-, sondern auch als Buchmaler tätig.
Im Laufe des 14. Jahrhunderts erreichte der gotische Stil schrittweise östliche Regionen: Zunächst traten österreichische Klosterskriptorien in St. Florian, Kremsmünster, Admont, Seitenstetten, Lilienfeld, Zwettl und Klosterneuburg in Erscheinung, die von Italien beeinflusst waren und um 1330 allmählich zu einem realistischen Stil gelangten. In Wien richtete Albrecht III. um 1380 eine höfische Buchmalerwerkstatt ein, die bis Mitte des 15. Jahrhunderts aktiv war. Nach einer Unterbrechung von einigen Jahren lebte die Buchmalerei unter Kaiser Maximilian I. wieder auf, erreichte neue Höhen und vollzog den Stilwandel zur Renaissance. Gleichzeitig gewann unter Maximilian der Buchdruck und die Druckgrafik an Gewicht, etwa durch die gedruckte Ausgabe des Theuerdanks.
In der zweiten Hälfte des 14. Jahrhunderts erlebte auch Böhmen durch die höfische Buchmalerei am Hof der Luxemburger unter Kaiser Karl IV. und König Wenzel ihren glanzvollen Höhepunkt. Prag hatte sich zum politischen und kulturellen Zentrum des kaiserlichen Reiches entwickelt und besaß seit 1348 die erste deutsche Universität. Besonders die Wenzelswerkstatt produzierte etwa zwischen 1387 und 1405 Höhepunkte der gotischen Buchmalerei, darunter die sechsbändige Wenzelsbibel, die Goldene Bulle und eine Willehalm-Handschrift.

### Italien

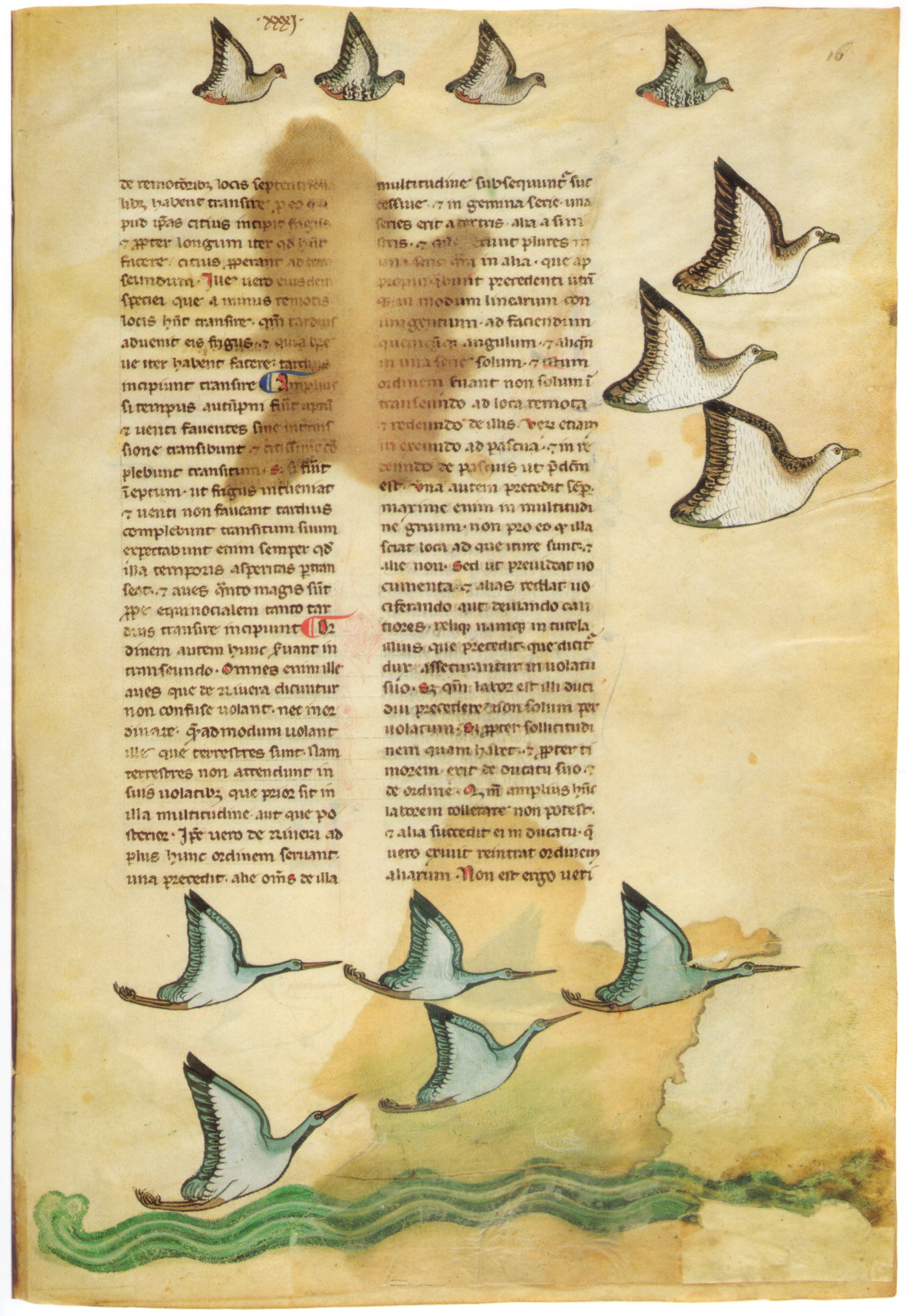
De arte venandi cum avibus (Süditalien, 3. Viertel des 13. Jahrhunderts).

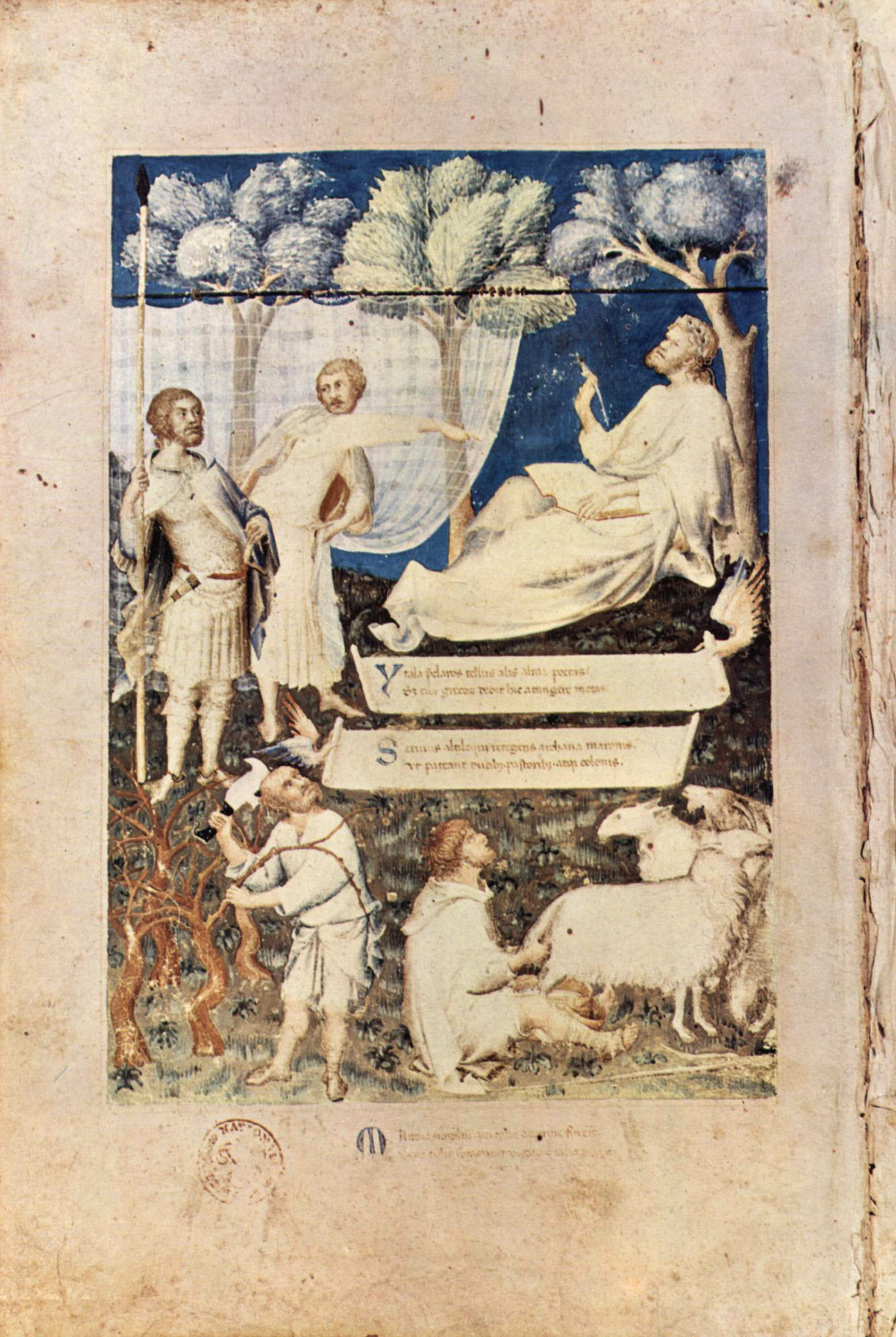
Simone Martini: Frontispiz des Codex Ambrosianus aus dem Besitz Petrarcas, Vergil mit Allegorien (Siena, um 1340).

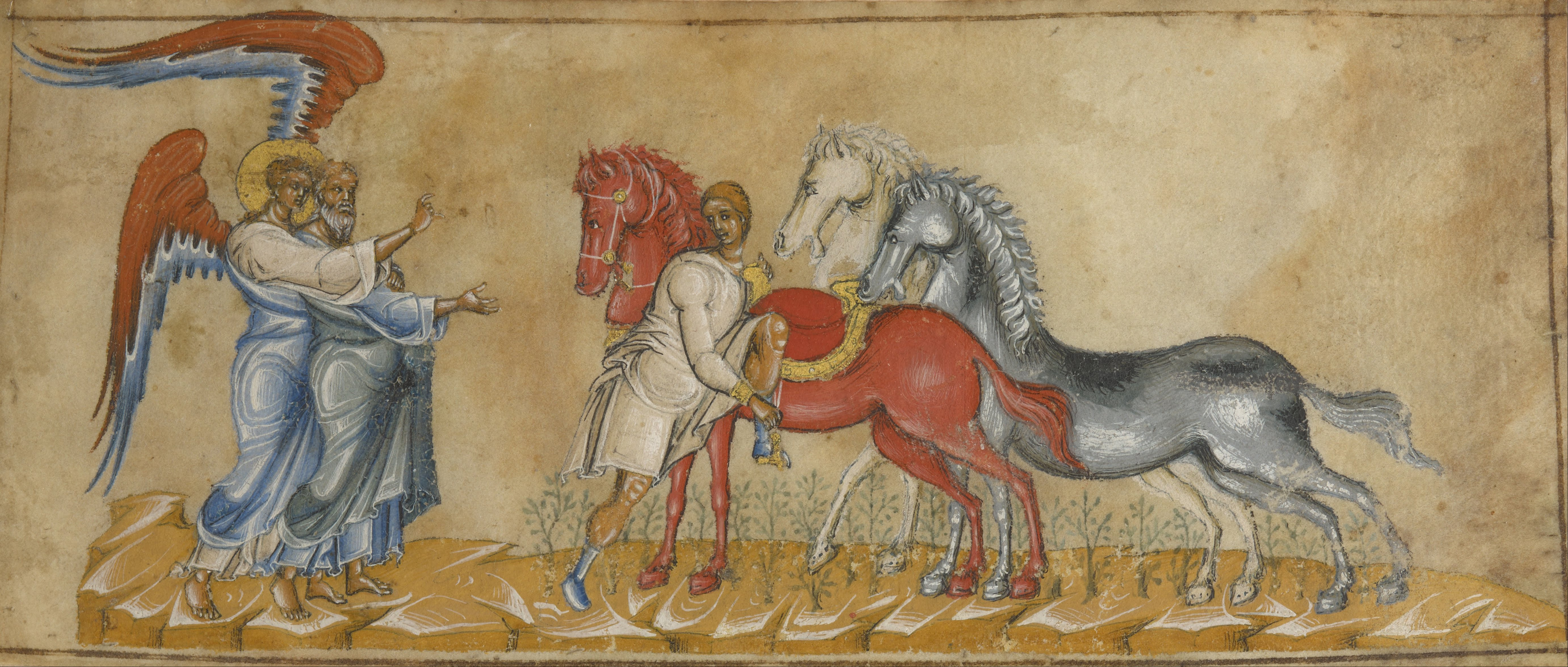
Die Vision des Sacharja, aus einer sizilianischen Handschrift um 1300, ausgestellt im kalifornischen Getty-Museum

Länger als in anderen europäischen Ländern war die italienische Buchmalerei vom byzantinischen Einfluss geprägt, der sowohl im nach Osten ausgerichteten Venedig, als auch in Süditalien noch lange dominant blieb. Zu den bemerkenswerten Arbeiten in byzantinischer Tradition gehört das auf 1259 datierte Epistolar des Giovanni da Gaibana aus Padua. Unter anderem über die Staufer waren schon im frühen 13. Jahrhundert auch deutsche Einflüsse besonders nach Süditalien gelangt. Berühmte für die Staufer illustrierte Sachtexte sind der Traktat De arte venandi cum avibus (Über die Kunst, mit Vögeln zu jagen), der mit naturnahen Studien von Greifvögeln illustriert wurde, und De balneis puteolanis aus der zweiten Hälfte des 13. Jahrhunderts. Gerade das Falkenbuch zeigt, dass über Sizilien auch die islamische Buchkunst auf die süditalienische Buchmalerei einwirkte. Im Laufe des Trecento und des Quattrocento entfalteten sich immer mehr Städte zu Kunstzentren, die die Kunst als Mittel der Repräsentation förderten und darum wetteiferten, die besten Künstler an sich zu ziehen. Bestimmte zu Beginn des 14. Jahrhunderts noch der französische Einfluss die italienische Buchmalerei, so treten im 14. Jahrhundert zunehmend eigenständige Stile in den verschiedenen Regionen und individuelle Künstlerpersönlichkeiten hervor. Die Beziehung zwischen Monumental- und Buchmalerei nahm in dieser Zeit kontinuierlich zu und die Miniaturkunst übernahm zunehmend Kompositionsschemata der großformatigen Malerei. Die in ihrer Blüte stehende italienische Literatur machte die Findung neuer Illustrationsschemata erforderlich. Im Laufe des 14. Jahrhunderts rückten mehr und mehr volkssprachige Werke wie Dantes Göttliche Komödie oder das Decamerone von Giovanni Boccaccio in den Mittelpunkt des Interesses und wurden häufig illustriert.
In Rom und den Klöstern des Latium war das antike Erbe übermächtig und verhinderte lange die produktive Rezeption der gotischen Formensprache. Mit der Verlegung des Papstsitzes in das französische Avignon fiel dieser wichtigste Auftraggeber zwischen 1309 und 1377 aus.
Die Zentren der italienischen Buchmalerei wurden jedoch die von den Visconti regierten oberitalienischen Städte Mailand und Pavia, wo der französische Einfluss vorherrschend war. Am Hof der Visconti, der dynastisch mit Burgund verbunden war, entstanden in erster Linie höfische Ritterromane wie der Tristan oder der Lancelot. Zu den herausragenden Buchmalern zählte gegen Ende des 14. Jahrhunderts Giovannino de’ Grassi, der unter anderem ein Offizium und ein Breviarum Ambrosianum für Gian Galeazzo Visconti illustrierte. Andere Maler im Dienst der Visconti waren Belbello da Pavia und Michelino da Besozzo.
In Bologna entwickelte sich im Umfeld der dortigen Universität eine eigenständige Buchmalerei, deren erste namhaften Vertreter der von Dante gefeierte Oderisio da Gubbio und Niccolò di Giacomo waren. Die Universität brachte auch neue Buchtypen hervor, besonders juristische Bücher wurden für die berühmte rechtswissenschaftliche Fakultät illuminiert, aber auch Texte klassischer Autoren.
In Mittelitalien setzte sich in bürgerlichem Umfeld ein lebensnaher, mehr volkstümlicher Illustrationsstil durch, wie ihn Domenico Lenzi aus Florenz um die Mitte des 14. Jahrhunderts verkörperte. Die früheste Rezeption der räumlichen Bildauffassung Giottos findet sich in den Miniaturen des Pacino di Bonaguida. Zu den originellsten Künstlern zählt Bernardo Daddi, dessen Hauptwerk der Biadaiolo ist. Die florentinischen Buchmaler verzichteten häufig auf jeden dekorativen Schmuck und konzentrierten sich ganz auf die reine Textillustration. Der aus Siena stammende Simone Martini schuf vor allem Monumentalmalereien, war aber auch als Miniaturist tätig, so im Auftrag Petrarcas, für den er um 1340 das Frontispiz des Codex Ambrosianus malte.

### Spanien und Portugal

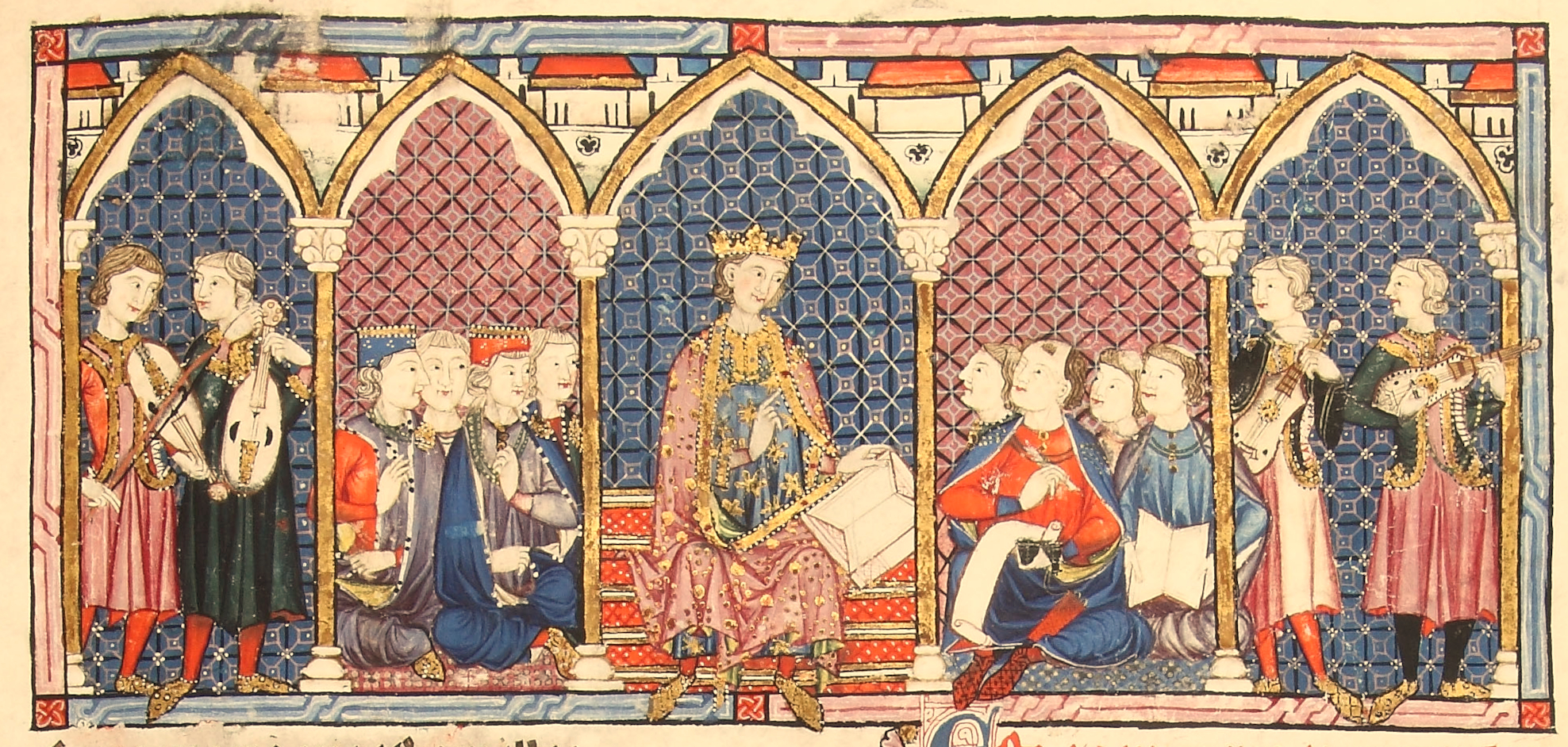
Cantigas de Santa Maria (Kastilien, 1283).

Bis in das hohe Mittelalter waren Spanien und Portugal maurisch geprägt, die christliche Kunst blieb von den Entwicklungen im übrigen Europa weitgehend isoliert. Mitte des 13. Jahrhunderts hatte die Reconquista die Iberische Halbinsel jedoch bis auf Granada wieder in christliche Gewalt gebracht. In der Folge öffnete sich die Kunst der vier Königreiche Katalonien-Aragonien, Kastilien-León, Portugal und Navarra langsam europäischen Einflüssen. Seit dem 13. Jahrhundert kamen Künstler aus Frankreich, den Niederlanden und Italien vor allem an den kastilischen Hof in Madrid und in die katalanische Handelsmetropole Barcelona. Besonders offen für französische und italienische Einflüsse war bis Mitte des 14. Jahrhunderts das Königreich Mallorca.
Zu den herausragenden Werken der Buchmalerei des 13. Jahrhunderts gehören die für Alfons X. aufgezeichneten und illuminierten Cantigas de Santa Maria und das Libro de los juegos.

### Skandinavien
Die Buchmalerei spielte innerhalb der skandinavischen Kunst eine untergeordnete Rolle und war von bescheidenem Niveau. Die relativ geringe Zahl von wohlhabenden Klöstern, bedeutenden Schulen sowie lese- und schreibfähiger Personen trugen maßgeblich zu dieser marginalen Rolle der Buchkunst bei. Stilistisch war sie von der angelsächsischen und der deutschen Kunst beeinflusst, bewahrte aber die Formensprache früherer Epochen jeweils länger. So ist die Buchmalerei des 13. Jahrhunderts weitgehend auf archaisierende historisierende Initialen im romanischen Stil beschränkt. Erst um 1300 setzen sich unter englischem Einfluss gotische Formen durch. Gleichzeitig weisen viele nordeuropäische Buchmalereien des gesamten Mittelalters eine provinzielle Volkstümlichkeit auf. Unter den illustrierten skandinavischen Codices nehmen Rechtsbücher eine prominente Stellung ein.

### Jüdische Buchmalerei aus gotischer Zeit

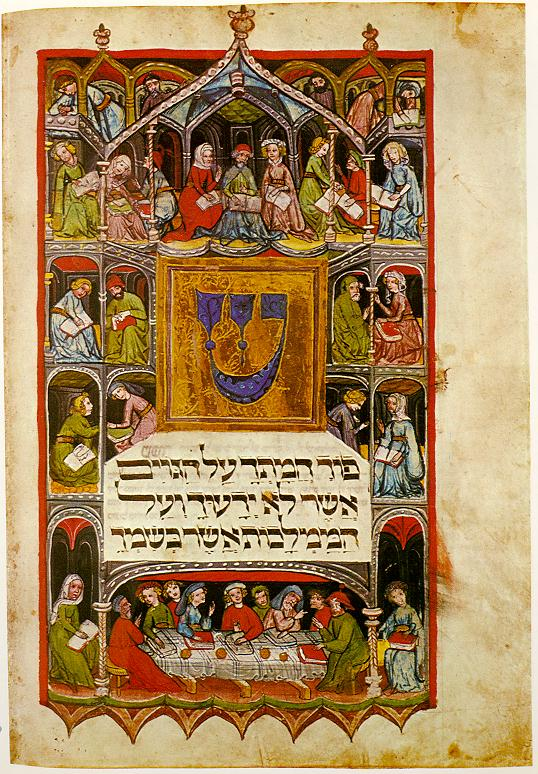
Haggada-Illustration, Psalm 79, Vers 6 (Deutschland, 14. Jahrhundert).

Einen Sonderfall der gotischen Malerei stellt die jüdische Buchmalerei hebräischer Manuskripte dar, die einerseits Teil der regionalen Kunstlandschaften war und sich in den zeitgenössischen Stil des jeweiligen Landes einfügte, andererseits in ganz Europa Gemeinsamkeiten aufwies und sich so von den lokalen Schulen abhob.
In Europa tritt die jüdische Buchmalerei erst seit dem 13. Jahrhundert mit figürlichen Darstellungen in Erscheinung, während sie ursprünglich ganz auf das Ornament beschränkt war. Die liturgischen, in der Synagoge verwendeten jüdischen Bibeln hatten grundsätzlich die Form von Schriftrollen und waren immer schmucklos. Die illustrierten religiösen Bücher waren für den privaten Gebrauch bestimmt, dabei handelte es sich in erster Linie um die hebräische Bibel mit der Tora, dem Pentateuch, den Propheten und den Ketuvim. Andere jüdische Texte, die häufig illustriert wurden, waren die Haggada, der Ehevertrag Ketubba sowie die Schriften des Maimonides und des Raschi.
Die Buchkunst der Sepharden in Spanien und der Juden in der Provence wurde stark von orientalischen Dekorationssystemen geprägt und erreichte ihren Gipfel im 14. Jahrhundert. Charakteristisch waren ganzseitige Illustrationen und die Darstellung der Kultgeräte des Stiftszeltes in Goldfarbe. Typisch für die wenigen erhaltenen jüdischen Bibeln von der iberischen Halbinsel ist die Verbindung der europäischen Gotik mit muslimischer Ornamentik. Dies gilt zum Beispiel für die besonders prächtige katalanische Farchi-Bibel (1366–1382) des Elischa ben Abraham Crescas. Mit der Ausweisung der Juden aus Frankreich 1394 sowie 1492 aus Spanien, wo bereits 1391 viele jüdische Gemeinden zerschlagen worden waren, und anschließend aus Portugal endete diese kulturelle Blüte in diesen Ländern abrupt.